# Comisión Organizadora de los XVII Juegos Deportivos Panamericanos Lima 2019
La Comisión Organizadora de los XVIII Juegos Deportivos Panamericanos Lima 2019 (COPAL) es una organización responsable de la gestión y coordinación de los Juegos Panamericanos y Juegos Parapanamericanos de 2019. La comisión fue instalada el 4 de marzo de 2015.
Está dirigido por el presidente Carlos Neuhaus. La comisión consta de 13 miembros de los representantes del Ministerio de Educación del Perú, la Municipalidad Metropolitana de Lima, el Comité Olímpico Peruano (COP), el Instituto Peruano del Deporte (IPD), el Ministerio de Economía y Finanzas del Perú, el Ministerio de Transportes y Comunicaciones del Perú, el Ministerio de Vivienda, Construcción y Saneamiento del Perú y Gobierno Regional del Callao.

## Miembros
- Presidente:  Carlos Neuhaus Tudela (Desde 2016),[5] Luis Salazar Steiger (2015-2016)
- Secretaría técnica: Saúl Barrera Ayala
- Minedu: Jaime Crosby Robinson
- Municipalidad de Lima: Arturo Woodman y Alfredo Deza
- COP: José Quiñones González y Maggie Martinelli
- Instituto Peruano del Deporte (IPD): Desilú León
- Ministerio de Economía y Finanzas: Eloy Durán Cervantes
- Ministerio de Transporte y Comunicaciones: Carlos Lozada Contreras
- Ministerio de Vivienda, Construcción y Saneamiento: Luis Tagle Pizarro
- Gobierno Regional del Callao: Walter Mori Ramírez
- COI: Iván Dibos